# Platteville, Colorado
Platteville là một thành phố thuộc quận Weld, tiểu bang Colorado, Hoa Kỳ. Thành phố có diện tích km², dân số thời điểm năm 2000 theo điều tra của Cục điều tra dân số Hoa Kỳ là 2370 người2.